# Aleksandr Chalifman

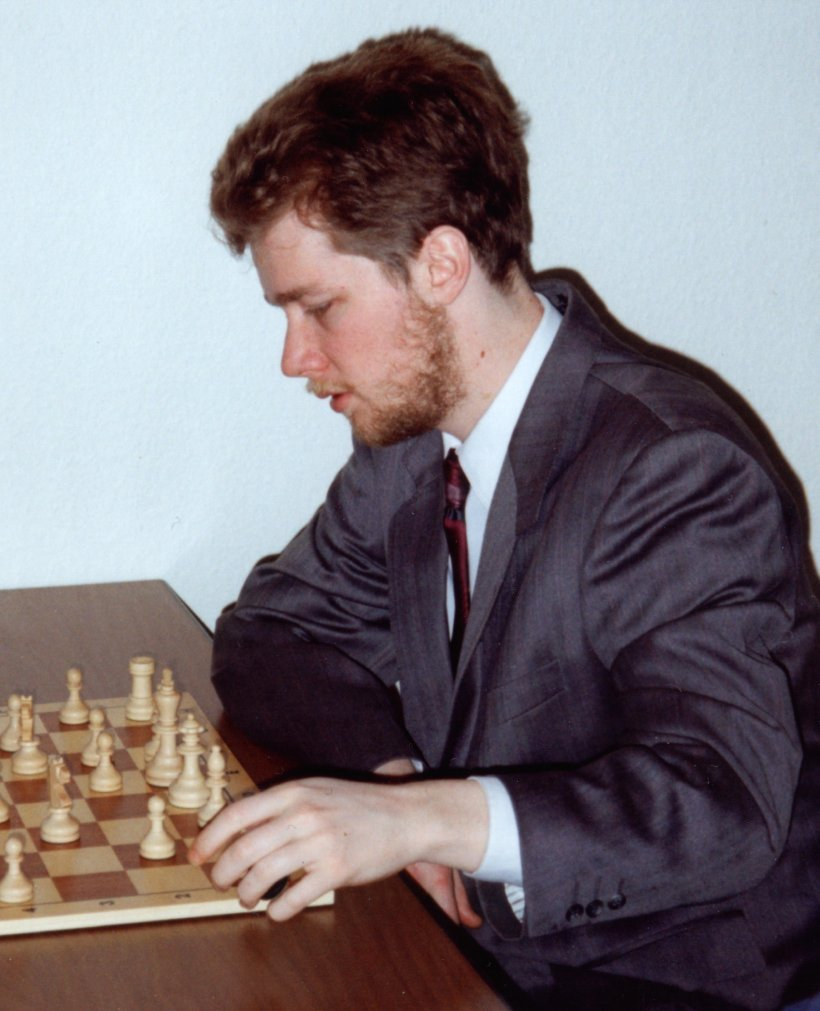
Aleksandr Chalifman in 1994

Aleksandr Valerjevitsj Chalifman (Russisch: Александр Валерьевич Халифман) (Leningrad, 18 januari 1966) is een Russische schaker en FIDE wereldkampioen van 1999-2000. 
Hij is op internet te vinden onder de naam Alexander Khalifman. Hij is een grootmeester. In 1986 zette hij in Groningen de titel Europees juniorenkampioen schaken op zijn naam. In 1995 en 1996 werd hij kampioen van Rusland.
Chalifman vond dat er te veel kapers op de kust kwamen en stichtte in 1998 een schaakschool om verzekerd te zijn van een vast inkomen en hij stopte met het spelen van toernooien. In 1999 echter kon hij de verleiding niet weerstaan om deel te nemen aan het knock-outtoernooi om het wereldkampioenschap schaken te Las Vegas. Nadat hij Gata Kamsky, Boris Gelfand en Judit Polgár had uitgeschakeld versloeg hij Vladimir Akopian in de finale en had hij de titel veroverd, en werd daarmee FIDE-wereldkampioen 1999.
- In 2000 won Chalifman het Schaaktoernooi Hoogeveen, voor Timman, Galkin en Judith Polgár.
- Op 26 en 27 november 2004 werd in Tallinn (Estland) het Keres Memorial verspeeld waarin Chalifman met 3 uit 5 op de tweede plaats eindigde. Winnaar werd Viswanathan Anand met 5 punten terwijl Eric Lobron met 2.5 punt op de derde plaats eindigde.
- Van 18 t/m 23 december 2004 werd het Tigran Petrosjan Internet Memorial verspeeld, een vierlanden toernooi waarin Chalifman meespeelde. China eindigde met 14 punten op de eerste plaats, Frankrijk werd met 13 punten tweede, Frankrijk werd met eveneens 13 punten derde terwijl Armenië met 8 punten vierde werd.

- Op 10 juli 2005 vond de lange afstand wedstrijd tussen New York en Sint-Petersburg plaats die met 2 - 6 door de Russen gewonnen werd. Susan Polgar speelde een dubbele ronde tegen Chalifman, Alexander Onitsjoek speelde tegen Konstantin Sakajev. Boris Gulko tegen Jevgeni Aleksejev en Alexander Stripunsky tegen Nikita Vitjoegov.
- Van 2 t/m 11 september 2005 speelde Chalifman mee in de semi-finale om het kampioenschap van Rusland dat in Kazan gespeeld werd en dat door Jevgeni Barejev met 6.5 punt uit negen ronden gewonnen werd. Chalifman eindigde met 6 punten op een gedeelde derde plaats.
- Van 19 t/m 23 november 2005 werd in Bilbao het toernooi van de mens tegen schaakcomputers: Mens - Machines verspeeld dat door de machines met 8 - 3.5 gewonnen werd:Chalifman behaalde 1 punt.
- Van 19 tot 30 december vond de Superfinale van het Russisch kampioenschap plaats. Chalifman eindigde op 4½ uit 11.
- In augustus 2006 werd hij vijfde bij het Liepajas Rokade rapidschaak-toernooi in Liepaja.[1]

## Open brief
Samen met 43 andere Russische topschakers, tekende Chalifman een open brief aan de Russische president Vladimir Poetin, waarin werd geprotesteerd tegen de Russische invasie van Oekraïne in 2022 en waarin solidariteit met de Oekraïense bevolking werd geuit.